# Xhosa-krigene
Xhosa-krigene handlede om Xhosa-folkets modsættelse af de nederlandske, tyske og britiske kolonisters ekspansioner i Kap-provinsen i perioden 1779-1879.

## De enkelte Xhosa-krige
- Første Xhosa-krig
- Anden Xhosa-krig
- Tredje Xhosa-krig
- Fjerde Xhosa-krig
- Femte Xhosa-krig
- Sjette Xhosa-krig
- Syvende Xhosa-krig
- Ottende Xhosa-krig
- Niende Xhosa-krig
- Tiende Xhosa-krig

| Historie | Spire Denne historieartikel er en spire som bør udbygges. Du er velkommen til at hjælpe Wikipedia ved at udvide den. |